# Catweazle (Fernsehserie)
Catweazle ist eine Fernsehserie des britischen Privatsendernetzwerks Independent Television aus dem Jahr 1969. Sie handelt von dem angelsächsischen Magier Catweazle und den Abenteuern, die er nach einer Zeitreise mit seinen jugendlichen Freunden in der Zeit Ende der 1960er Jahre und Anfang der 1970er Jahre erlebt. Die Hauptrolle spielte Geoffrey Bayldon. Aus der Serie entstanden die Romane Catweazle und Catweazle sucht das magische Zeichen von Richard Carpenter, der auch die Drehbücher schrieb. Es wurden zwei Staffeln à dreizehn Folgen produziert.
Die Serie wurde auf 16-mm-Film gedreht. Die Drehorte der ersten Staffel befanden sich auf der Home Farm im Dorf East Clandon (in der Nähe von Guildford) in der Grafschaft Surrey, die der zweiten Staffel in und um Bayford und Brickendon in der Grafschaft Hertfordshire. Innenszenen wurden in den Halliford Studios  in Shepperton, Surrey gedreht.

## Handlung

### Erste Staffel
Catweazle ist ein schrulliger, ziegenbärtiger, mit einer zerlumpten braunen Kutte bekleideter Hexenmeister, der zunächst im Jahr 1066 lebt und vergeblich versucht, mithilfe eines Zaubertranks aus Bilsenkraut, Schierling, Fingerhut und Butterblumen zu fliegen. Stattdessen wird er auf der Flucht vor den mordlüsternen Normannen, die im Zuge der Schlacht bei Hastings England überfallen, durch seine – auch diesmal unzuverlässige – Zauberei unbeabsichtigt in die 1970er Jahre katapultiert. Dies geschieht dadurch, dass er in einen Fluss springt, während er einen Zauberspruch ruft. Daraufhin taucht er in einem morastigen Tümpel wieder auf. In der ihm noch unbekannten neuen Welt ist Catweazle unter anderem fasziniert von den Erfindungen der modernen Zivilisation (z. B. Streichhölzer, elektrisches Licht u. v. m.), die er für kraftvolle Magie hält. In der ersten Staffel freundet er sich mit dem dreizehnjährigen Bauernsohn Harold Bennet an (im englischen Original Edward „Carrot“ Bennet), der ihm unter anderem hilft, die Tücken einer stark technisierten Lebenswelt zu überstehen. Er bewahrt ihn ständig vor Entdeckung, denn es droht die unerwünschte Aufdeckung von Catweazles Identität. Catweazle erweist sich dabei als außerordentlich talentiert, erst im allerletzten Moment zu verschwinden.
Catweazles Zauberformeln wie „Salmei, Dalmei, Adomei“ oder „Schampampurasch“, mit denen er viel Schlamassel anrichtet, gehören fest zu seiner Zauberei und zu seiner Filmfigur – genauso seine ständige Begleiterin und „Vertraute“, die Kröte Kühlwalda (im Original: Touchwood) und sein Dolch Adamcos. Er erfindet Bezeichnungen für heute alltägliche Dinge wie „Zauberknochen“ (‚Telefonhörer‘, im Originalfilm: telling bone) oder „Elektrik-Trick“ (Elektrizität im Original electrickery). Catweazle erschrickt beim Anblick solch moderner Dinge und hält sie für neuzeitliche Dämonen. Als sich zum Beispiel ein Pastor einen Telefonhörer ans Ohr hält und Catweazle erschrocken fragt: „Was, mit einem magischen Knochen zaubern Sie?“, interpretiert er den Apparat sofort als einen bösen Geist und droht der Telefonanlage: „Ich werde dich vernichten!“ Bereits frühzeitig möchte er aus den für ihn von Dämonen bevölkerten und ebenso unerklärlichen 1970er Jahren in seine angestammte Gegenwart zurück, obwohl er zuvor angstvoll aus dieser geflohen ist.

### Zweite Staffel
Sie beginnt wie die erste in weit zurückliegender Vergangenheit. Catweazle ist zunächst gefangen auf der Burg eines normannischen Fürsten zur Zeit der Normannenkriege. Es gelingt ihm aber, wie bereits in der Vorstaffel, mittels seiner Magie zu fliehen – allerdings auch diesmal durch eine unbeabsichtigte Zeitreise in die Gegenwart. Dort freundet er sich mit dem jungen – wegen seiner Brille von ihm auch respektvoll „Eulengesicht“ genannten – Lord Cedric Collingford an, der in den Ferien aus dem Internat zu seinen Eltern zurückgekehrt ist. Er hält Cedrics Brille für so etwas wie ein magisches Mittel, vergleichbar mit dem Gesichtsschleier einer – von ihm mythologisch interpretierten und somit Zauberkraft besitzenden – Eule. Er glaubt daher, einem gleichfalls Zaubermächtigen aus seiner Hexerzunft gegenüberzustehen, da er dessen Brille nicht als eine moderne und simple Sehhilfe erkennt. Hinzu kommt der Umstand, dass Cedric sich beim ersten Zusammentreffen im ehemaligen Alchemie-Labor befindet und sich mit Zauberbüchern aus dem 19. Jahrhundert eines Lords aus der Ahnenreihe der Schlossfamilie beschäftigt. Cedric versorgt ihn mit dem Lebensnotwendigsten und unterstützt ihn bei der Suche nach einem Zauber, durch welchen die Kunst des Fliegens zu erlangen wäre. Mit diesem Zauber befasste sich auch schon der exzentrische Ahne Cedrics. Gleichermaßen hilfreich ist auch Cedrics Kenntnis von dem durch einen Geheimgang zugänglichen Alchemie-Labor, welches nun auch Catweazle kennt. Es ist aber auch Grund von Spannungen, da niemand sonst davon wissen soll. Nicht immer wird nur Freundschaft zwischen den beiden dargestellt, denn teilweise konkurrieren sie auch um Dinge. Manchmal bezeichnet Catweazle Cedric dann eher abfällig als „Eulengesicht“.
Da die Eltern, die einen touristischen Schlossbetrieb leiten, wegen ungenügender Einnahmen kurz vor der Pleite stehen, hilft Catweazle Cedric verstärkt bei der Suche nach einem altertümlichen Schatz, der auf dem Anwesen verborgen sein soll. Somit haben die zwei Hauptfiguren der Handlung nicht nur gemeinsame Geheimnisse, sondern auch jeweils ein Rätsel zu lösen, wobei sie sich gegenseitig dabei unterstützen und einander helfen, auftauchende Probleme zu lösen.

### Thematische Übereinstimmungen der beiden Staffeln
Immer wieder verknüpfen sich die vielen Zufälle im Handlungsverlauf der jeweiligen Staffeln miteinander. Die beiden vollkommen fremden Welten – die Zeit der Normannenkriege und die „Neuzeit“ – verbinden sich miteinander. Dinge, die im ersten Augenblick gar nicht in Zusammenhang zu stehen scheinen, ergeben für den in der ihm fremden neuen Welt verunsicherten Catweazle zunächst eine reale Bedeutung, welche in ihm Neugier und Forschungsdrang hervorrufen. Catweazle und sein jeweiliger jugendlicher Freund schlittern in ihren zu bestehenden Abenteuern fast immer haarscharf am Desaster vorbei. Mit seinen exzentrischen Ritualen versucht Catweazle immer wieder, vermeintliche böse Geister zunächst Harold wie auch später Cedric vom Hals zu halten. Typisch ist sein aufgeregtes Zischeln, das Pusten über seinen Daumenring und das beschwörerische Wedeln mit seinem magischen Hexermesser Adamcos. Für ihn ist nichts Zufall oder etwa Glückssache, auch nicht Produkt menschlichen Erfindungsgeistes, sondern alles Magie – welche er enträtseln und derer er habhaft werden möchte.
Catweazle hält die moderne, stark technisierte Welt, in die er geraten ist, für genauso rätselhaft wie Harold und Cedric Catweazles magische Welt, die er ihnen offenbart. Dies ruft oft Dialoge zwischen den Protagonisten hervor, bei denen die exzentrischen Anwandlungen des schrulligen Zauberers aus ihm geradezu heraussprudeln. Er kann sich dabei übergangslos von einem unterwürfigen Bewunderer moderner technischer Errungenschaften, welche für ihn Zauberei darstellen, in einen wild Fluchenden verwandeln, der beim Schimpfen über diese neuzeitlichen Erfindungen viel Phantasie versprühen kann. In seiner angestammten Gegenwart hatte er das Lebensnotwendigste gehabt, mit spärlichsten Mitteln konnte er sich dort einrichten. Die Annehmlichkeiten der modernen Alltagswelt waren ihm dort noch fremd. Die Magie auch in der neuen Welt zu ergründen macht ihn rastlos. Er will nicht etwa endlich an einem Ort ankommen und Ruhe finden – nein, er will fliegen können und neue und alte Welten entdecken, ihren Zauber ergründen. Auch wenn Catweazle mit seiner etwas verschlagenen Art teilweise einen ausgeprägten Egoismus an den Tag legt, tritt immer wieder seine gute Seite hervor – zum Beispiel, wenn er mittels seiner Zauberkraft so manches Übel der neuen Gegenwart zu tilgen versucht. Aber der Magier aus der fernen Vergangenheit steht den Errungenschaften der modernen Zivilisation nicht grundsätzlich ablehnend gegenüber. Ein neuzeitliches dreirädriges Fahrrad zum Beispiel wird zu einem von ihm hochgeschätzten, intensivst und mit Stolz genutzten Fortbewegungsmittel. Harold und Cedric nehmen ihn oft nicht ernst; auch seine sonstige Umgebung zweifelt oft an seinem Verstand. Sein ungepflegt wirkendes Äußeres und seine häufige Zerstreutheit verstärken dies teilweise. Jedoch erkennen seine Freunde auch, dass seine Weisheiten oftmals tatsächlich zutreffen. Er ist, genau betrachtet, kein seniler Greis und behält stets seine Würde. In seiner Neugier, Schelmenhaftigkeit und bei seiner Zauberei wirkt er stets sehr konzentriert und aufmerksam. Oft ist er ernsthaft, gar nicht so unmodern in seinen Ansichten und einfach ein liebenswerter älterer Herr.

## Hintergrund
Richard Carpenter und Geoffrey Bayldon kannten sich von der Old Vic Theatre School. Carpenter schrieb das Stück passend für Bayldon, der eigentlich nur klassische Rollen im Theater spielte. In der Rolle Catweazles interpretierte Bayldon das Altenglische anhand seines eigenen rauen Dialekts aus seiner Heimat Yorkshire. Die Schminke war so dick, dass er nach jedem Drehtag zweimal baden musste. Das Team war sehr familiär. Eine dritte Staffel kam schließlich nicht mehr zustande. Regisseur Quentin Lawrence war gestorben, niemand wollte in seine Fußstapfen treten und man wollte auch keinen neuen Stil mehr finden.
Im Begleittext der veröffentlichten DVDs hebt Schauspieler und Autor Uwe Sommerlad hervor, dass es Carpenter gelang, eine ganze Reihe von damals schon bekannten Fernseh- und Kinoschauspielern zu gewinnen. In dem Ensemble brillierte aber vor allem Bayldon, der sich mit dieser skurrilen, aber trotzdem sympathisch geschriebenen Rolle einen bleibenden Namen machte. Dabei gelang ihm – als seiner Herkunft nach klassischem Theaterschauspieler – eine unübertriebene Darstellung zu verwirklichen und seine Figur auf der einen Seite vielschichtig anzulegen, aber auch nicht zu distanziert oder gar zu befremdlich. Obwohl fast neun Jahrhunderte zwischen dem Ausgangsjahr und dem späteren Zeitpunkt der Handlung liegen, gab es daher keine Kommunikationsschwierigkeiten zwischen den Schauspielern, welche zwei weit auseinander liegende Epochen darzustellen hatten.
In einem Interview im August 2000 berichtet Bayldon über seine Person: „Schon mit 22 gab man mir Rollen von 90-Jährigen“.
Als die Fernsehserie gedreht wurde, war Bayldon erst 45 Jahre alt – wirkte sonst aber eher noch jünger. Die etwas verfilzte Haarmähne und spitzbärtige Gesichtsbehaarung im Film, aber vor allem Bayldons Mimik in Zusammenspiel mit der händereibenden Gestik, der immer etwas buckelige, zeitweise wild hüpfende Gang, seine aufgeregte Überforderung mit allem, was ihn umgab, und seine aufgekratzte Stimme machten aus Bayldon einen wichtelartigen und zugleich hochbetagt anmutenden Hexenmeister. Zeitreisen interessierten die Filmfigur im Grunde nicht, denn Catweazle wollte ausschließlich fliegen können. Auf einen eventuellen Sprung Catweazles in die Zeit der Computer, CDs und Mobiltelefone angesprochen, resümiert Geoffrey Bayldon, dass – da auch er deren Funktionsweise überhaupt nicht mehr verstehe – Catweazle wohl ganz froh gewesen wäre, möglichst bald wieder in das 11. Jahrhundert zurückzukehren:
„What I thought was, never mind Catweazle, as Geoffrey Bayldon cannot begin to understand the workings of those things at all, I suppose Catweazle would have found peace fizzing quickly back to the eleventh century.“
Für jemanden, der „Catweazle“ Mitte der 1970er Jahre als Kind etwa im Fernsehen gesehen hatte und sich bereits ein Vierteljahrhundert später – im „Digitalen Zeitalter“ – seinerseits quasi in Catweazles Rolle und sehr technologieunkundig wiederfand, zum Beispiel in Zusammenhang mit der Computertechnik, war diese Frage durchaus naheliegend.
Das Titellied Busy Boy wurde von Edward „Ted“ Dicks komponiert und nicht extra für die Serie geschrieben, sondern stammte aus dem Archiv des Fernsehsenders.

## Interpretation

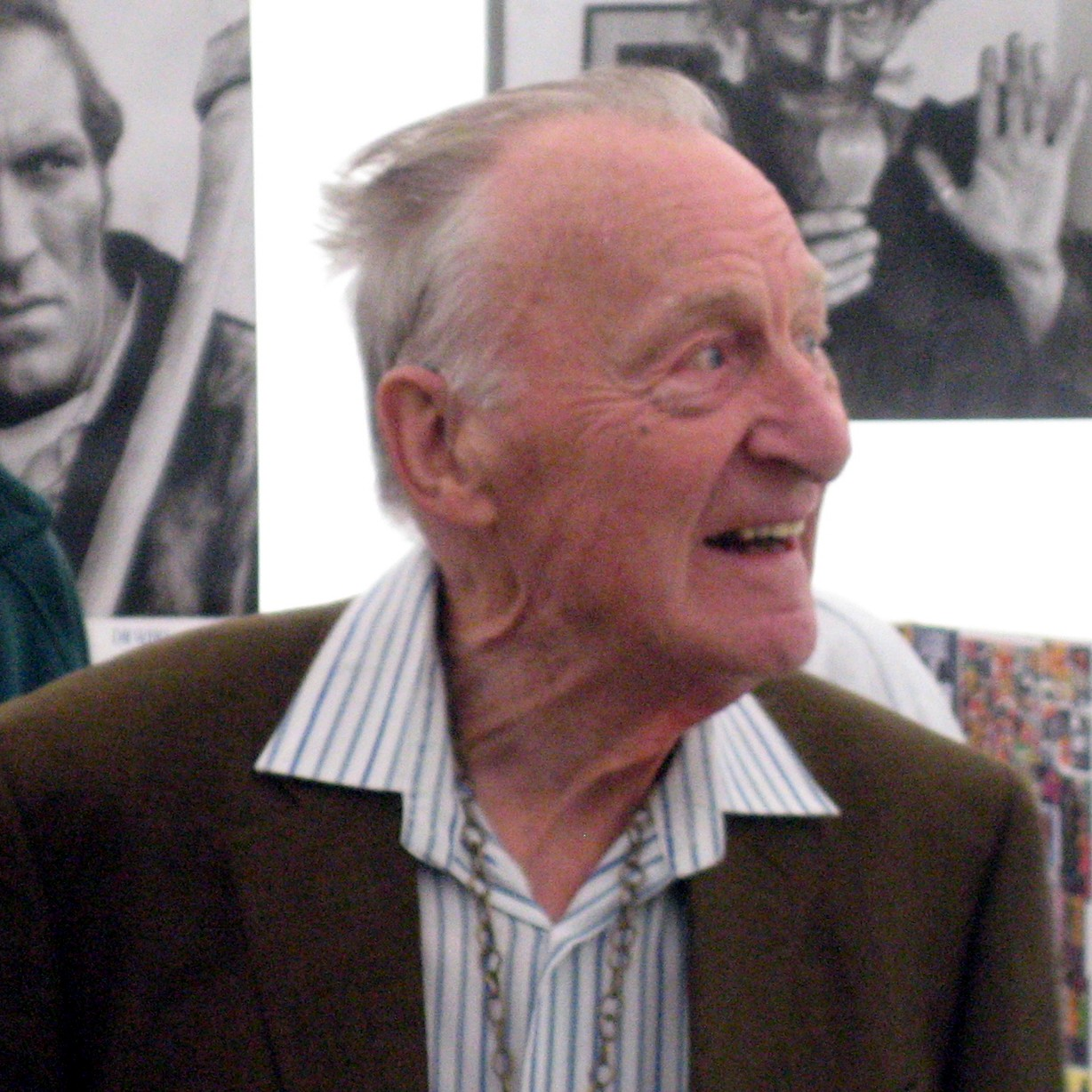
Bayldon (2009). Im Hintergrund ein Foto von ihm als Catweazle mit Glühbirne in der Hand: nach Ansicht des Magiers eine Flasche, in der durch Zauberkraft Sonnenlicht eingefangen wurde. (Foto links: Neil McCarthy als Sam)

Während Catweazle in den Staffeln die Rolle eines Mittlers einer vergangenen, magischen Welt gegenüber seinen beiden jugendlichen Freunden übernimmt, übernehmen es diese, ihm die moderne, stark technisierte Welt zu vermitteln und seine Ängste vor ihr zu zerstreuen. Die beiden Jungen haben keine offensichtlichen Ängste, weder im Zusammenhang mit der einen noch mit der anderen zeitlichen Epoche, in Zusammenhang mit Magie und Technik. Sie gehen ganz unbedarft und unvoreingenommen mit den Technologien ihrer Zeit um, dagegen sieht Catweazle die „modernen Errungenschaften“ von vornherein meist als dämonisiert und verzaubert an. Er hat viele Vorurteile und ist sehr oft voreingenommen gegen moderne Technik und Menschen, die sie nutzen. Aber Catweazle staunt auch oft hocherfreut, mit fast kindlicher Naivität, über diese für uns alltäglichen Dinge. Manchmal lässt sich auch so etwas wie Technikskepsis in seinen Reaktionen erkennen, auf der anderen Seite hat er meist kein Problem damit, sich Technologien (den „Zauber“) der Neuzeit zunutze zu machen. Sein von alters her geträumter „Traum vom Fliegen“ ist in der modernen Gegenwart mit technologischen Hilfsmitteln bereits umfangreich wahr geworden. Er scheint gar nicht zu erkennen, dass dazu nur derartige Mittel nötig sind, und verfolgt verbissen seinen magischen Lösungsansatz weiter. In der Episode Verwechslungen macht Harold Catweazle zum Beispiel vergeblich darauf aufmerksam, dass er keine magischen Fähigkeiten besitze und dass moderne Fähigkeiten, die er für Zauberei hält, auf Wissenschaft beruhen. Catweazle kündigt daraufhin aber an, den magischen „Elektrik-Trick“ weiterhin „erlernen“ zu wollen. Auch Cedric entgegnet ihm in Ein neuer Freund: „… es gibt Flugzeuge, wenn ich fliegen will.“ Catweazle will jedoch selbst fliegen können und nicht lediglich mithilfe eines Flugzeuges.

### Erste Staffel
Catweazle hinterfragt in beiden Staffeln, oft mit bitterbösem Humor, die moderne Technikwelt um ihn herum und das inzwischen scheinbar kultivierte Verhalten der typischen Dörfler der Neuzeit der ersten Staffel. Er vermittelt den Jungen Vorgänge in der Natur und lehrt sie Naturverbundenheit. Heute erscheint dies als ein – fast schon „grüner“ – Ansatz einer Umweltbewegung, welche sich gerade erst zu etablieren begann. Dieser wird durch das Hintergrundszenario der ersten Staffel unterstützt. Catweazles Zeitsprung landet sicherlich nicht ohne Grund auf einem idealisierten Bauernhof. Dieser weist einen strengen, aber gerechten Chef beziehungsweise Vater, einen tölpelhaften und dadurch sympathischen Gehilfen namens Sam und den mutterlosen Jungen Harold auf, der im Grunde – ohne es sich selbst einzugestehen – einen intimen Freund und Vertrauten dringend benötigt. Beide Staffeln erfüllen den allgemein bekannten Wunsch von Kindern: einen Freund für sich ganz alleine zu haben, Geheimnisse vor den Eltern zu bewahren und vor allem strenge Regeln im Alltag übertreten zu dürfen. Die kleine dörfliche Gemeinschaft, ohne Kriminalität und mit vielen Kindern der ersten Staffelreihe, wirkt aus heutiger Sicht unschuldig und brav – damals zudem auch in der Folge der Swinging Sixties.
Insbesondere die Rolle von Harolds Vater stellt die klassische gesellschaftliche Autorität im starken Kontrast zur unwillentlich anarchistischen Catweazles dar. Bereits von der ersten Folge an baut sich hier nicht nur ein Konfliktpotential auf, sondern es werden den – in erster Linie – Jugendlichen altbekannte Tugenden wie Ehrlichkeit, Arbeitsfleiß und Zusammengehörigkeitsgefühl fast spielerisch vermittelt.
Die einzige Magie Catweazles, die ihr Ziel genau erreicht, ist zumindest in der ersten Staffel Hypnose. Als ein Beispiel für Nebenwirkungen und Gewissenskonflikte im Film kann gelten, dass wegen der Hypnose durch Catweazle der Sohn des Hauses in der allerersten Episode seinem Vater nicht den wahren Schuldigen für eine später zu Bruch gegangene Fensterscheibe nennen kann. Ihm ist es aber ein dringendes Bedürfnis, ihm klarzumachen, dass er unschuldig ist. Hier dient die Filmfigur des Magiermeisters als ständige, aber elementare Abgleichmöglichkeit mit dem Gewissen bei den Protagonisten, aber auch für die Zuschauenden mit ihrem Gewissen. Nicht nur in die ungewöhnlich wirkende Rolle eines viel älteren Freundes wächst der druidenartige Magier hinein, er vervollständigt – zumindest aus der Sicht des Jungen – die hier durch die fehlende Mutter unvollständig präsentierte Familie. Harolds einzige weibliche Bezugsperson ist die Haushälterin. Schnell wird Catweazle nicht nur zu seiner engsten Vertrauensperson, sondern in gewisser Weise auch Mutterersatz. Er gibt zwar auf den ersten Blick wirre Ratschläge, aber zumindest versucht er dem Jungen auf seine Art zu helfen, und viele seiner Vorschläge entpuppen sich – insbesondere wenn man sie weiter hinterfragt – als tatsächliche Hilfe und aufschlussreich.
In späteren Folgen wird sich diese Rollenverteilung umkehren: Harold nimmt die Gelegenheit wahr, den meist kindlich naiven, aber manchmal auch kindischen älteren Herren etwas „Sitte und Moral“ beizubringen, was eigentlich traditionell die Aufgabe eines Erziehungsberechtigten ist. Es zeigt sich, dass die sich neu bildende familienartige Gemeinschaft – nur aus Harolds Perspektive vervollständigt – möglichst nicht gesprengt werden soll. Dies offenbart sich dem Zuschauer in der vierten Folge Hexerei. Hier hilft Catweazle Harold, eine – wie sich erst später herausstellt – wichtige Geschäftspartnerin seines Vaters zu vertreiben. Derartiges wird am Ende der ersten Staffel noch einmal in Der Zaubertrank praktiziert. Hier tyrannisiert zunächst eine neue Haushälterin – gemeinsam mit ihrem Sohn – Harold. Catweazle schafft es mithilfe des „Zaubers“ eines Gebräus, den unerträglichen Hausdrachen zu verscheuchen und eine „heile“ Familienatmosphäre wiederzubeleben. Dazu passt auch die Filmhandlung, dass der Knecht Sam seiner herrschsüchtigen Mutter am liebsten aus dem Weg geht. Diese Dame wird vom treuen Sohn in der Episode Der Zauberknochen in erster Linie schlafend und nur sehr widerwillig durch die Landschaft gefahren – bezeichnenderweise mit Catweazle unter der Rückbank liegend. Diese siebte Folge parodiert zudem einen klischeehaft typisierten, oft ein wenig einfältigen Landpfarrer namens Potts.
Der Beginn des den Rest der gesamten ersten Staffel überspannenden Handlungsbogens besteht aus dem Fund eines Zauberbuches mit einer Formel zur Rückkehr Catweazles in seine Zeit. Ein schmaler Grat zwischen einer modernen, scheinbar aufgeklärten, industriellen Gesellschaft und dem dicht unter der „Hülle“ weiterhin verbreiteten volkstümlichen Aberglauben wird hierbei beschritten und zeigt die kontinuierliche Weiterentwicklung Catweazles von einem anfänglich eher bemitleidenswerten Narren zu einem vielschichtigen, nuancenreichen und mit Bauernschläue ausgestatteten Filmcharakter. In Das Auge der Zeit wird weitverbreiteter Aberglaube mit der nationalen Leidenschaft des Pferdewettens verknüpft. In der Folge Das magische Abbild wird die abergläubische Angst thematisiert, dass eine Fotografie eine Seele stehlen könne. Catweazle glaubt dort, aufgrund von Fotos seiner Person in die Abhängigkeit einer reichen amerikanischen Fotografin namens Eleonor Derringer geraten zu sein. In der achten Folge Adamcos hat der Magier seinen Hexer-Dolch verloren. Dort tritt ein sehr klischeehaft als homosexuell dargestellter Antiquitätenhändler und Kostümbildner mit einem tuntigen Verhalten in Erscheinung. Bei alledem bleibt „Catweazle“ aber eine harmlose, kindertaugliche Fernsehserie, wenn auch mit einigen gesellschaftskritischen Untertönen.
Das Filmmotiv des Gefangengenommenseins spiegelt sich zum Beispiel in Das Hexenhaus wider, hier nimmt ein Wissenschaftler Vogelstimmen im heimischen Wald per Tonbandgerät auf und spielt diese danach wieder ab. Sam bewirbt sich dort. Catweazle, der hinzu kommt, kann sich den Vorgang der Tonaufzeichnung und -wiedergabe natürlich nicht erklären und hält die ihm mysteriös erscheinende Technologie für Hexerei. Catweazle und Harold halten später Sam für möglicherweise ermordet. Der irritierte Magier versucht die vermeintlich – diesmal nicht auf Fotos, sondern auf Magnetbändern – gefangenen „Seelen“ zu retten. Dabei gerät Catweazle durch ein Missverständnis in die Situation, dass der Wissenschaftler Tonaufnahmen von ihm machen möchte. Catweazle fühlt sich dabei ihm, den er für einen „Hexer“ hält, ausgeliefert und gerät in Panik, denn er befürchtet durch das Gerät „ausgelöscht“ zu werden.
Betrachtet man diese Episoden hintereinander, fällt deutlich auf, dass die Rollenentwicklung des exzentrischen, aber liebenswerten Magierdruiden uneinheitlich ist. In Das Auge der Zeit wirkt er eitel, fast schon arrogant – dagegen in der folgenden Episode Das magische Abbild hilflos und schutzbedürftig. Wie sehr die Serie zudem nicht nur bloße Unterhaltung darstellt, sondern durch die Rolle Catweazles insbesondere jugendlichen Zuschauern ein Gefühl für Recht oder Unrecht vermitteln sollte, unterstreicht zum Beispiel die Folge Verwechselungen. In der Tradition der britischen „Carry On“–Komödien inszeniert, wird dem Magier drastisch beigebracht, dass Stehlen Unrecht ist. Gleichzeitig wird Catweazles griesgrämiger Altersstarrsinn – zu Beginn der Folgen noch sehr ausgeprägt – stark zurückgedrängt. Die Rolle des ehemaligen Obersts der britischen Armee namens Upshaw karikiert auch den Traditionalismus und Militarismus des untergegangenen British Empire.

### Zweite Staffel
Catweazle hinterfragt auch in dieser Staffel die stark technisierte, moderne Welt und dabei auch das inzwischen – nur oberflächlich – kultivierte Verhalten der Adeligen der Neuzeit. Bis auf Catweazle wird in dieser Staffel keiner der Filmcharaktere mehr auftreten und er tritt in einer gänzlich anderen, aristokratischen Umgebung erneut auf. Er bewohnt diesmal einen stillgelegten Bahnhof namens „Duck Halt“, während er in der ersten Staffel einen ausgedienten Wasserturm bewohnt, den er „Burg Saburac“ nennt. Bayldon wirkt in seiner filmischen Rolle überzeugend, weniger steif als die ihn umgebenden, aber realistisch die britische Tradition in vielen Facetten widerspiegelnden Personen. Catweazles potentiell neuer Freund ist hier Cedric, den er allerdings – manchmal etwas abfällig – „juckender Ohrwurm“, „hohlköpfige Eichel“ oder „vieräugiges Frettchen“ nennt. Cedric ist konservativer gekleidet, intellektueller, intelligenter und musikalischer in der Rolle angelegt als Harold, aber zudem eher kontaktscheu, schüchterner, ruhiger, nicht so ausdrucksstark, jünger, angreifbarer und charakterlich etwas schwächer. Ein Junge, welchem ein großer Freund an seiner Seite – mehr noch als Harold – gewünscht werden kann. Er weist zwar viel theoretisches Wissen auf, benötigt aber im Grunde jemanden, der ihm die Tür zur Realität öffnet.
Es sieht bereits am Anfang – im Gegensatz zum Beginn der Vorgängerstaffel mit dem bauernschlauen, aber patenten Harold – zwischen Catweazle und Cedric nicht nach einer echten Freundschaftsbeziehung aus, sondern vielmehr nach einer Gemeinschaft aus Notwendigkeit heraus. Cedric wirkt arrogant und verzogen, selbst sein guter Stammbaum macht ihn zunächst nicht zu einem Sympathieträger. Das Verhältnis insbesondere zu seinem Vater ist eher distanziert und kühl. Harold erkannte dagegen seinen Vater als Respektsperson rückhaltlos an. Während Mr. Bennet oft offensiv auf seinen lebhaften Jungen zugegangen ist, wäre es Vater Farthing wohl am liebsten gewesen, die Ferien wären zu Ende und sein Sohn wieder im Internat. Aufgrund seiner Erziehung kann Cedric mit dem plötzlich auftretenden Fremden wenig anfangen. Catweazle verstößt gegen alle Konventionen. Er verhält sich in der ihm jetzt vertrauteren Zukunft, seiner neuerlichen Zeitreise, allerdings auch absichtlich tollpatschig. Es macht ihm scheinbar teilweise Freude, die herrschaftlichen Strukturen zu demolieren. Cedric und Catweazle sind beide als Außenseiter dargestellt, die sich weder emotional noch intellektuell wirklich annähern. Der zweiten Staffel fehlt die ländliche Einfältigkeit und es mangelt ihr an menschlicher Wärme. In der ersten Staffel fungierte Catweazle als Mutterersatz und vervollständigte für Harold nur die Familie, jetzt bilden Catweazle und Cedric eine eigene Parallelfamilie oder gegenseitige Ersatzfamilie.
In Sommerfreuden findet eine erneute Diskussion um die Themen fremdes Eigentum und Diebstahl statt. Hier zeigt sich Catweazle offensichtlich störrischer als sonst: zu Beginn unterwürfig und verschlagen, fast aggressiv in der zweiten Hälfte der Folgen. Diese Wandlung bleibt unerklärlich – wie auch Cedrics fehlendes Verständnis für Catweazles Unwissenheit über den modernen Alltag, obwohl er seinem neuen Bekannten die Zeitreise durchaus glaubt und vor allem sein Unvermögen sich in dessen Situation einzufühlen. Die Kommunikation zwischen diesen beiden unterschiedlichen Charakteren ist wahrnehmbar schwieriger als die mit Harold. Dieser ergriff aufgrund seiner Persönlichkeit oft die Eigeninitiative und bewahrte Catweazle schon im Vorfeld vor Schaden. Cedric reagiert passiver auf seine Umwelt, kann oft nur im Nachhinein größeres Unheil abwenden und wirkt allgemein eher phlegmatisch. Es entwickelt sich zwischen den Freunden, nicht zuletzt aufgrund gegenseitigen Misstrauens und auf Grundlage einiger gemeinsamer Geheimnisse, ein brüchiger Status quo. In der Episode lässt sich teilweise ein Ansatz von Technikskepsis erkennen. Cedric erklärt in dieser Folge dem staunenden Magier die Funktion eines Weckers. Einen Anklang von Skepsis gegenüber diesem neuzeitlichen technischen Hilfsmittel hat hier die daraufhin erfolgte, trotzige Ansage Catweazles in Richtung des Weckers „Ich stehe auf, wenn ich erwache, esse, wenn ich Hunger habe, schlafe, wenn ich müde bin! Ich fürchte dich nicht (…)!“ Er möchte sich nicht von einer Uhr „sagen“ lassen, was er „tun“ muss. Ein Beispiel für politischen Witz lässt sich in dieser Episode in der Reaktion des Antiquitätenhändler Mr. Pickle im Zusammenhang mit einem abzugebenden dreirädrigen Fahrrad heraushören: Auf die Grundaussage des Dieners Groom „Das hat der Großmutter euerer Lordschaft gehört. (…) Sie war eine Vorkämpferin für die Rechte der Frauen, hatte aber keinen Sinn für das Gleichgewicht“ fragt der Händler: „Fanatischer Blaustrumpf?“
In der dritten Episode Das Geburtstagfest enthemmt sich Cedric deutlich. Nach eigenem Bekunden stellt die Feier zu seinem Geburtstag nur einen „Vorwand“ für eine lächerliche und inszenierte „Kuchenschlacht“ dar. Er zeigt am Ende – nach einer von Catweazle nach allen Regeln der Kunst sabotierten Zaubervorführung – erstmals in dieser Staffel kindlich/jugendliche Emotionen und wirkt nicht mehr desillusioniert. In Zusammenhang mit seinen Eltern ist dies eine große Leistung, denn das Drehbuch lässt kein Klischee aus, um diese so unsympathisch, steif und arrogant wie nur möglich erscheinen zu lassen. Die Konzeption der Geburtsfeier wirkt auffallend unbritisch und weist klischeehaft mehr Parallelen mit überaus bunten Partys in Amerika auf, allerdings vor einer malerischen Schlosskulisse.
Immer mehr schiebt sich in dieser Staffel das Element der Verwechslungskomödie mit Anspielungen auf scheinbar alltägliche Situationen in den Vordergrund. In Im Zeichen des Krebses gerät Catweazle zum Beispiel in den Verdacht, in größerem Umfang gestohlen zu haben. Cedric weiß zwar, dass der überdrehte Magier immer wieder nutzlose Kleinigkeiten für seine Mission zusammenklaut oder sich „ausborgt“. In diesem Fall ist Catweazle allerdings unschuldig, denn die dreisten Einbrüche ins herrschaftliche Haus werden vom „Weinenden Ted“ verübt. Der alte Magier entlarvt diesen schließlich und vor allem gegen das immer größer werdende Misstrauen Cedrics. In dieser Episode wird allem voran die britische Polizei parodiert, während in der nächsten Folge Schwarze Scheiben wieder Catweazle Opfer des typischen britischen Humors wird. Die Dialoge sind in dieser Folge schärfer. Es ist zu erkennen, dass zwischen den beiden Zweckbefreundeten keine richtige emotionale Verbindung besteht. Es kommt zunächst wenig Sympathie für den Jungen auf. In den mehr als 100 Jahren nach ihrer Erfindung hat die Schallplatte als Tonträger die Medien- und Kulturgeschichte entscheidend verändert. Als Swinging Sixties wird allgemein sowohl ein kultureller wie politischer als auch modischer Trend bzw. der Zeitgeist der Gesellschaft ab Mitte der 1960er Jahre bezeichnet. Die „schwarzen Scheiben“ und die darauf enthaltene Musik spielten in dieser Zeit eine wichtige Rolle. Diese wird in dieser Episode karikiert. Catweazle zermalmt den schwarzen Kunststoff der „Scheiben“ zu Pulver und versucht dieses dem schlafenden Diener Groom einzuflößen – um einen krankheitsbedingten Sprachverlust zu behandeln. Die Musik von der populären Band The Beatles wurde – genauso wie auch die von ihnen zur Jugendmode gemachte Pilzkopffrisur – von der Erwachsenenwelt abgelehnt. Cedrics Vater äußert sich daher einmal auch abfällig über die Haarlänge seines Sohnes. Am Ende des Serienteiles tanzt Cedric ausgelassen mit dem Hexer zu Schallplattenmusik. Catweazle zeigt veitstanzartig gemeinsam mit seinem jugendlichen Gefährten Sympathien für die zeitgenössische Musikkultur.
Hier wird nicht gebaut schließt die kleine „Carry On“-Staffel ab. Ein schnöseliger und zudem abergläubischer Bauunternehmer gedenkt auf dem herrschaftlichen Grundstück Häuser für 200.000 Bewohner zu bauen. Aus Not verbünden sich Cedric und Catweazle gegen diesen auf sie monströs wirkenden „Fortschritt“, dagegen erstarren Cedrics Eltern in Ehrfurcht vor diesem Großbauprojekt. Das Zusammenspiel zwischen den beiden so unterschiedlichen Charakteren der Freunde funktioniert hier gut. In der Folge wird der geldgierige Bauunternehmer vertrieben, der den Freunden und ihrem Treiben zu gefährlich wird. Catweazles „Zauberkraft“ spielt aber dabei nur in Kombination eine Rolle. Eine größere vollführt die Schwäche des ansonst übermächtig erscheinenden, modernistischen Unternehmers – in Form seines ihn manisch beherrschenden Glaubens, in sehr volkstümlicher Ausprägung, an übernatürliche Kräfte in bestimmten Geistwesen, Situationen und Dingen. Diese Folge wie auch die Folge Kühlwalda sind Musterbeispiele für subtilen Humor.
In Staffel-Folgen wie zum Beispiel Gespenstergeschichten gewinnt Catweazle nicht zuletzt aufgrund seiner eigenwilligen, aber liebenswerten Aktionen an Format. Er entlarvt das Verhalten seiner Mitmenschen dort als doppelbödige Farce. Der verunsicherte Magier macht sich in Der Stein der Weisen auf die Suche nach einem letzten Allheilmittel, weil er das Zeichen des Steinbocks, welches er für seine Suche nach der Kunst des Fliegens für äußerst wichtig hält, nicht finden kann. Ihn verschlägt es dabei auf dem Schlossgelände in das Manöver einer Reserveeinheit der britischen Armee. Diese Parodie auf das Freizeitmilitär mit seinen verknöcherten Offizieren und unfähigen Soldaten ist am Ende im Verhör des vermeintlichen Spions Catweazle doch noch gut auf den Punkt gebracht.
Als sich Cedric in der letzten Folge eher zufällig und diesmal in Eigeninitiative ganz konsequent auf die Schatzsuche macht, erreicht er sein Ziel. Er kann den drohenden Konkurs seines elterlichen Touristen-Betriebes abwenden. Jetzt verbessert sich auch das Verhältnis insbesondere zwischen Vater und Sohn, während Catweazle den Grad der Freundschaft zu Cedric nicht weiter steigern kann. Cedric hilft allgemein gesehen dem schrulligen Kauz zwar oft aus der Patsche, aber er macht es nicht unbedingt gerne und hat mehr Angst vor Strafe als die Motivation, einem Menschen in Not zu helfen. Catweazle wiederum zeigt auffallender Weise weniger Ehrfurcht vor Cedric als vor Harold. Oft geht einfach sein exzentrisches Wesen mit ihm durch.

### Stilistische Mittel
Wissenschaftliche Erkenntnisse, aber vor allem Klischees zur menschlichen Geschichte liefern sämtliche Voraussetzungen für die Nutzung des Stilmittels der Situationskomik in Filmprodukten, die sich um dieses Thema drehen. Sie entstehen durch die verfremdete Situation, welche bei Zeitsprüngen in die Vergangenheit entstehen, und dadurch, dass sich zwar zum Beispiel vermeintlich steinzeitlich ausgestattete – aber doch „moderne“ Menschen – in einer ihnen unbekannten Zeit mit unvertrauten Hilfsmitteln zurechtfinden müssen und dabei von vornherein nicht immer sehr geschickt agieren. In umgekehrter Form nutzte diese Art des Humors die Fernsehserie Catweazle noch in den 1970er Jahren. Wenn dort der zeitreisende Druide auf moderne Errungenschaften prallt, bietet er viel Angriffsfläche für Spott, indem er mit vermeintlich „mittelalterlichem“ Gebaren versucht, den Fallstricken moderner Technik auszuweichen.

### Catweazle und die Merlin-Tradition
Der Drehbuchautor Carpenter hat unter anderem die Merlin-Tradition und viele Aspekte aufgegriffen, diese aber auch teilweise parodiert. Der Name Merlin steht für einen der bekanntesten mythischen Zauberer des westlichen Kulturkreises. Tanja Lindauer weist in einem ihrer Bücher auf die Parallelen zwischen den beiden Magiern hin. Die Figur Catweazle ist eine von mehreren Merlinparodien im Kinder- und Jugendliteraturbereich. Merlin oder merlinähnliche Figuren wirken in diesen Geschichten unter anderem durch überzeichnete Eigenschaften komisch. Merlins Aussehen wird zwar teilweise übernommen. Jedoch ist zum Beispiel sein langer weißer und gepflegter Bart durch bewusst komisch gewählte Darstellung in der Serie Catweazle parodiert. Catweazles Barttracht ist eher ungepflegt und schmutzig, seine Körperbehaarung etwas verfilzt, sein Körper scheint von einer Dreckschicht überzogen zu sein. Er scheint öfter einen strengen Geruch zu verbreiten. Aber auch dies weist Parallelen zur Merlin-Tradition auf, denn der mächtige Zauberer Merlin tritt vereinzelt auch als Bettlergestalt in Erscheinung. Catweazles Auftritt ist jedoch oft exzentrisch und zudem stinkend. Carpenter erzeugt auch Komik dadurch, dass Catweazle in der Handlung des Öfteren mit einem Bettler assoziiert wird. Damit wird aus einem allmächtigen Zauberer eine Figur mit menschlichen Schwächen, seine magischen Fähigkeiten werden teilweise verneint und er wird vereinzelt gar für mehr oder weniger verrückt erklärt. Stellenweise wird er als infantil dargestellt, wenn sein jeweiliger kindlich/jugendlicher Freund die Rolle eines Mentors und Lehrers übernimmt. Auffällig ist, dass im Plot von Catweazle sehr oft als „altem Mann“ die Rede ist. Ein fortwährendes Rätselraten wird beim Zuschauer ausgelöst, ob er wirklich ein Zauberer ist oder nur etwas verrückt in seiner Art. Ein weiterer Unterschied zu Merlin ist Catweazles Unsicherheit. Bei ihm ist Zaubererallmacht und Weisheit nicht absolut. Merlin vollführt seine Zeitreisen sehr souverän und zeigt seltenst Ängstlichkeiten. Catweazles Zeitsprünge basieren nicht auf zuverlässiger Zauberei, sondern vielmehr auf Zufällen. Er flieht wie Merlin, der manchmal auch als „verrückt“ erscheint, bei Gefahr in den Wald. Catweazle kann aber in die Zukunft blicken und besitzt das „Auge der Zeit“. Sein Daumen und sein Arm prickeln zum Beispiel, wenn sich eine Person, „Magie“ oder Gefahr nähert. Er hat einige negative Wesenszüge – wie auch Merlin. Oft hat Catweazle schlechte Laune, ist reizbar, wirkt arrogant, stiehlt oder flucht. Sein Grinsen hat böse, koboldhafte und dämonische Züge und verstärkt seine negativen Auftritte. Er nutzt wie auch Merlin Schwarze Magie.
Wie bei Merlin bleibt bei Catweazle die persönliche Vergangenheit völlig im Dunkeln. Der giftelnde Sohn der tyrannischen Haushälterin in der Serie hat sicherlich nicht zufällig den Namen Arthur. Wie bei Catweazle das magische Hexermesser Adamcos eine Rolle spielt, ist dies auch in der Artus-Sage von König Artus und dem mythischen Schwert Excalibur der Fall. Von Merlin war das Schwert durch einen Stein bzw. Amboss getrieben worden.

### Bleibender Zugang zu den Catweazle-Serien
Die Technik hat sich inzwischen rasant weiter entwickelt und es ist ein Blick des Zuschauers in eine technische Vergangenheit – hauptsächlich der 1970er-Jahre. Es wird in dieser Zeit andere Mode getragen und weniger gestelzt gesprochen als zu späteren Zeiten, doch machen die zahlreichen, immer noch modernen Ideen die Staffeln zeitlos. In einer Besprechung auf phantastik-news.de aus dem Jahr 2006 heißt es: „Die Serie kommt ohne jede Spur von Gewalt aus. Viele der Plots basieren auf Wortwitz. Das klassische Screwball-Komödienelement ist mit viel Feingespür modernisiert und in ein phantastisches Gewand gesteckt worden. Diese Mischung lässt sich trotz aller Altersspuren immer noch gut ansehen und zeigt die Überlegenheit der originellen britischen Fernsehserien für jugendliche Zuschauer gegenüber dem Einheitsbrei der deutschen Dreikanalgesellschaft.“
Auch die Übersetzerin der Buchreihe, Sybil Gräfin Schönfeldt, spricht in ihrem Vorwort zu den Büchern die Diskrepanz zwischen den technischen Errungenschaften der 1970er-Jahre und unserem „Computerzeitalter“ an. Durch dieses Missverhältnis werden die Catweazle-Geschichten beim Lesen oder Betrachten – lange Zeit nach ihrer Entstehung – aber lediglich zu einer weiteren Zeitreise, die das Eintauchen in das auch dargestellte Mittelalter und die „Welten Catweazles“ kaum erschwert. Zum Beispiel sind Autos in den Geschichten mehr oder weniger das, was sie noch sind, und Fernsehen oder das Telefon werden nicht derart eingehend technisch beschrieben, als dass diese den Bezug zu unserer Zeit eingebüßt hätten.

## Wahrnehmung in den Medien
Karin Reddemann betont im Onlinemagazin Phantastikon die Außergewöhnlichkeit, die Catweazle darstellte, als Fernsehen noch die simple „Trickkiste der 1970er“ war: „Meine Mutter rief an diesem denkwürdigen Sonntagnachmittag sowas Tiefsinniges wie ‚Heureka!‘ und wir vier Kinder gesellten uns im Eiltempo zu ihr, weil wir ahnten, dass dort auf dem Bildschirm Ungeheuerliches vor sich ging. Etwas, das wir lieben würden. Und das Ihr alle, die dafür entscheidend zu spät geboren wurdet, vermutlich irgendwie nicht so recht nachvollziehen könnt. (…) Hier ist mal nicht unser aller Hund definitiv treuester Begleiter, sondern eine Kröte namens Kühlwalda, ein etwas kühler, nur scheinbar Undefinierbares quakender und ergo umso klügerer Hausfreund, dessen pockige Optik nicht von seinem besonderen magischen Charme ablenken sollte.“
Der Rezension des Onlinemagazins Phantastik-News.de im Jahre 2006 zufolge: „(…) spricht die Veröffentlichung der beiden „Catweazle“-Staffeln nicht nur die Generation der Vierzigjährigen an, die zu Beginn der siebziger Jahre – 1974 in Deutschland – dem schrulligen Magier zum ersten Mal begegnet sind, sondern (erg. auch) ihre(n) Kinder(n), denen sich eine bodenständig magische Welt ohne Gewalt öffnet.“
Die Süddeutsche Zeitung schrieb 2010 rückblickend: „Was fand man denn daran einmal gut? Peinliche Gags, verwaschenes Bild, schlechte Schnitte. Alles egal: Der Superstar unserer Kinderherzen hieß, nein heißt für immer Catweazle.“... „Andererseits: Schöne Titelmusik. Großartiger Hauptdarsteller. Gutes Gefühl.“ und zitierte Sybil Gräfin Schönfeldt, Zeit-Literaturkritikerin und Übersetzerin der längst vergriffenen Bücher zur Serie: „Catweazle war schon etwas Besonderes“ … „Bei ihm ging es um Humor, Fantasie, Anti-Rassismus und Freundschaft. Heute wird mir in Kinderbüchern und -serien zu viel gemordet. Kennen Sie Twig oder Artemis Fowl?“ … „Da werden ganze Völker ausgelöscht.“ Auch der frühere ZDF-Jugendprogrammchef Josef Göhlen wurde zitiert: „Der Erfolg hat viele verwundert. Das Ding ist doch ziemlich primitiv gemacht.“
Wenn Catweazle bei den Abenteuern ein jugendlicher Freund zur Seite gestellt wird, sieht die Süddeutsche Zeitung damit eine Beziehung ohne Generationenkonflikte verwirklicht:
„… , in der sich die Grenzen zwischen alt und jung, Lehrer und Schüler, Freund und Feind herrlich verwischten. Vor allem ging es um die Frage: Wie kann, trotz aller Verschiedenheit, trotz aller Probleme, menschliches Zusammenleben gelingen? Die Antwort: mit Humor.“
Die Stuttgarter Nachrichten 2013: „‚Catweazle‘ ist witziger und hintergründiger als damals beliebte Serien wie ‚Lassie‘ oder ‚Flipper‘. Eltern empfanden die Geschichten wohl als pädagogisch wertvoll, weshalb man nie lange betteln musste, um die Glotze einschalten zu dürfen.“
Der Onlinebranchendienst Meedia berichtet: „Aus heutiger Sicht ist diese TV-Serie ein irrer Mix aus Magier-Quatsch, Technikskepsis und britischem Anarcho-Humor à la Monty Python. Trotzdem oder gerade deshalb wurde „Catweazle“ schnell zum Kult.“
Die Welt titelte 2017 im Nachruf auf den Hauptdarsteller: „Der Mann, der Catweazle war, ist tot“ und schrieb: „Dass Catweazle nicht zaubern konnte, ist ein Gerücht. … Das Allerbeste an Catweazle aber war sein Scheitern … Catweazle fiel nicht bloß von Mauern und klebte nicht bloß an Kirchtürmen, er hatte vielmehr das Scheitern zur Religion gemacht: ‚Nichts klappt‘, lautete sein bester Zauberspruch, und je länger ‚Catweazle‘ lief, je öfter die Serie wiederholt wurde, desto wahrer wurde dieser Satz.“

## Ausstrahlung und Veröffentlichungen
Die Erstausstrahlung dieser vom London Weekend Television (LWT) produzierten Serie lief landesweit auf dem britischen Privatsender ITV am 15. Februar 1970 bis 4. April 1972.
In Deutschland wurde Catweazle erstmals im ZDF vom 28. April bis 29. September 1974 gezeigt. Die Serie wird immer wieder von verschiedenen Sendern wiederholt. Seit dem 12. Oktober 2005 ist die erste, seit Februar 2006 die zweite Staffel der Serie in deutscher Fassung auf DVD erhältlich.
Mit dem Start der Neuverfilmung auf dem Pay-TV-Sender Sky Deutschland wurden auch die beiden Staffeln von Mai bis Juli 2022 auf Sky Cinema Classic erneut ausgestrahlt.

## Episodenliste
Titel der englischen und der deutsch synchronisierten Versionen der beiden Staffeln:

### Erste Staffel
1. 1. The Sun in a Bottle
Die Normannen kommen

Die Normannen haben die Angelsachsen im Jahr 1066 besiegt und der angelsächsische Hexenmeister Catweazle lebt voller Furcht als Einsiedler in einer Höhle. Dort wird er von feindlichen Kriegern überfallen und will auf der Flucht vor diesen mit Hilfe eines Zauberspruches davonfliegen. Der Zauberer macht zusammen mit seiner Kröte Kühlwalda stattdessen unversehens einen Zeitsprung ins Großbritannien der 1970er Jahre. Er lernt dort Harold Bennett, den Sohn des Besitzers der Hexenhoffarm, kennen. Der Junge lässt sich von seiner merkwürdigen Erscheinung nicht weiter beeindrucken. Damit sein Vater den Zauberer nicht zu Gesicht bekommt, versteckt Harold ihn kurzerhand in der Scheune der Farm. Catweazle wendet listigerweise Hypnose bei Harold an, dadurch ist es diesem nicht möglich, irgendwem von dem Magier zu erzählen, was den Farmersohn sogleich in Schwierigkeiten bringt.
1. 2. Castle Saburac
Burg Saburac

Harold versorgt den Magier mit dem Lebensnotwendigsten und versucht, ihn mit der Zivilisation des 20. Jahrhunderts vertraut zu machen. Vor allem aber muss Harold dafür sorgen, dass sein Vater und der Knecht Sam Woodyard den seltsamen Gast nicht entdecken. Eines Tages schmuggelt Harold seinen verwahrlost wirkenden Freund ins Haus, damit er ein Bad nehmen kann. Als Sam später den kauzigen Zauberer doch entdeckt, kommt es zu einer wilden Verfolgungsjagd und Catweazle flieht in den Wald. Dort entdeckt er einen stillgelegten Wasserturm, in dem er sich häuslich niederlässt. Sein neues Heim tauft er Burg Saburac und verwandelt es immer weiter in ein Alchemielabor.
1. 3. The Curse of Rapkyn
Das Zauberbuch

Die Farm hat leider finanzielle Schwierigkeiten. Harold vermutet, dies könne daran liegen, dass ein Fluch auf dem Hof lastet. Er bittet Catweazle um Hilfe. Dieser findet im örtlichen Museum ein altes Zauberbuch, welches ihm als sehr nützlich erscheint.
1. 4. The Witching Hour
Hexerei

Auf der Farm taucht öfter eine gewisse Miss Bonnington auf. Harold kann sie nicht leiden. Er glaubt, sie wolle seinen Vater heiraten. Der tatsächliche Grund für ihre häufigen Besuche ist allerdings ein anderer, denn Vater Bennett hat den Bau neuer Stallungen bei der Gemeinde beantragt und berät mit Miss Bonnington, wie man den Gemeinderat beeinflussen könne. Harold schmiedet mit Catweazle ein Komplott, um Bonnington loszuwerden. Catweazle erklärt Harold, wie er mit Hilfe einer kleinen Puppe der ungeliebten Bonnington die Masern anhexen will, doch dazu benötigt er Haare der Miss. Da trifft es sich gut, dass Bonnington gerade zum Friseur gehen will. Dort vollführt der Magier als Ablenkungsmanöver vor den erschrockenen Kundinnen einen wilden Wichteltanz.
1. 5. The Eye of Time
Das Auge der Zeit

Catweazle belauscht ein Gespräch zwischen Harold und dem Knecht Sam, in dem es um Pferdewetten geht: Sam hofft auf „den“ großen Gewinn beim Pferderennen und bittet die Wahrsagerin Madame Rosa um entsprechende Vorhersagen. Catweazle weiß, dass jemand beim Pferderennen gewinnen kann, der so wie er, das magische „Auge der Zeit“ besitzt. Er gibt Harold eine praktische Demonstration, doch der erkennt den Sinn von Catweazles „Magie“ erst, als er im Fernsehen sieht, dass der Magier in verschlüsselter Form das Siegerpferd des ersten Rennens tatsächlich vorhergesagt hat. Harold will bei den nächsten Rennen mitwetten, da er weiß, dass sein Vater dringend Geld für den Hof benötigt. Doch sein Vater, der nicht will, dass sich sein Sohn in Wettbüros herumtreibt, durchkreuzt sein Vorhaben. Catweazle besucht inzwischen ebenfalls Madame Rosa, durchschaut aber schnell, dass sie eine Betrügerin ist. Er beschimpft die angebliche Hellseherin zunächst, dass sie mit dem Wettbüro unter einer Decke stecke und hypnotisiert diese daraufhin. Noch bevor sie sich davon erholen kann, ist Catweazle schon wieder fort – gemeinsam mit ihrer Kristallkugel.
1. 6. The Magic Face
Das magische Abbild

In der Nähe der Hexenhoffarm hat die amerikanische Fotografin Eleonor Derringer ein Haus bezogen. Bei einem Spaziergang mit dem Hofbesitzer begegnet sie dem Catweazle und ist fasziniert von seiner bizarren Erscheinung. Derringer hält Catweazle für das interessanteste Fotomotiv, das ihr je vor die Linse gekommen ist. Sie möchte ihn unbedingt fotografieren und versucht ihn zu sich nach Hause einzuladen. Catweazle hat keine Vorkenntnisse, was fotografieren bedeutet. Er ist entsetzt, als er sich schließlich auf den Fotos abgebildet sieht und davon überzeugt, in den Bann einer mächtigen Hexe geraten zu sein. Er fleht Harold an, ihn zu befreien.
1. 7. The Telling Bone
Der Zauberknochen

Als Catweazle wieder einmal versucht mittels Magie in seine Zeit zu gelangen, geht wieder etwas schief und er hängt an einer Kirchturmspitze. Pfarrer Potts aus Bandon, einem Ort in der Nähe der Hexenhoffarm, holt ihn dort runter, zunächst im Glauben einen Selbstmörder zu retten. Später hält er den Fremden schlichtweg für verrückt und ruft Mr. Bennet von der Farm an, damit dieser Catweazle abholt. Der Zauberer ist vollkommen erstaunt, wo der Pfarrer hineinspricht. Er hält den Telefonhörer für einen Zauberknochen. Dieses „Magierwerkzeug“ will er unbedingt in seine Macht bringen.
1. 8. The Power of Adamcos
Adamcos

In Westborne, einem Ort nahe der Hexenhoffarm, finden Proben für eine Theateraufführung statt. Für Catweazle ist das alles verwirrend, denn das Theaterstück spielt ausgerechnet in der Normannenzeit, aus der er geflohen ist. Als er im Wald auf als Normannen verkleidete Laienschauspieler trifft, die dort auf dem Weg zur Probe eine Autopanne hatten, ist er entsetzt. Panisch flieht er vor ihnen und verliert dabei sein Zaubermesser Adamcos, welches er für überlebenswichtig hält. Fieberhaft suchen Catweazle und Harold nach Adamcos und vermuten es schließlich in einem Antiquitätenladen. Dort kommt es zwischen den beiden und dem Besitzer zu einigen Turbulenzen.
1. 9. The Demi Devil
Verwechslungen

Catweazle versucht Harold nach einem Streitgespräch über das diebische Verhalten des Magiers in eine Unke zu verhexen. Als dabei ein kleiner Affe in seinem Alchemie-Labor auftaucht, der zuvor Oberst (Colonel) Upshaw (gespielt von Peter Butterworth) ist, glaubt Catweazle, dass diese ihm unbekannte Tierart der verzauberte Harold ist. Sofort bedauert er seine Handlungsweise und versucht den vermeintlichen Harold zurückverwandeln. Er ist zunehmend verzweifelt, als er dies nicht schafft und sieht ein, dass er dringend Hilfe benötigt. Diese sucht er bei Upshaw, den er einmal beim Abfeuern eines Jagdgewehres beobachtet hat. Den Knall des Gewehres hält er für die Zauberkraft eines Magiers, daher hält er Oberst Upshaw für zaubermächtig, Harold zu „retten“. Sein Besuch führt zu Verwechslungen und einigem Chaos.
1. 10. The House of the Sorcerer
Das Hexenhaus

Catweazle stößt bei seinen Streifzügen im Wald auf einen Ornithologen namens Cyril Fitton, der in einem Wohnwagen voller Tonbandgeräte versucht, Vogelstimmen aufzuzeichnen. Als Fitton dem Magier seine Geräte zeigt, glaubt dieser an eine Zauberei, welche „Seelen“ in Tonbänder einsperrt. Er versucht, die gefangenen Vogellaute aus den Geräten zu befreien. Zudem vermutet Harold, Sam sei von Fitton ermordet worden. Immerhin hat Catweazle vage mitbekommen, dass die Stimmen in den Bändern eingefangen sind und diese zu hören sind, wenn sie am Tonkopf der Bandgeräte entlanglaufen. Wieder in seiner Alchemiewerkstatt angelangt, zieht Catweazle sich sogleich ein von Cyril entwendetes Band über den eigenen Kopf, natürlich ohne mit dieser Vorgehensweise Erfolg zu haben.
1. 11. The Flying Broomsticks
Dreißig Reisigbesen

Die örtliche Polizei und Sergeant Bottle sind ratlos. Immer wieder werden ihr Diebstähle von Reisigbesen gemeldet. Auf Bottles vorgesetzten Dienststelle wird eine Art Hexenwahn als Hintergrund vermutet. Der Sergeant wird aufgefordert, dem Spuk eine Ende zu bereiten. In Verdacht gerät ausgerechnet der harmlose und sympathische Sam. Einige der gestohlenen Besen wurden nämlich an einer Stelle gefunden, an welcher der Farmarbeiter sein Auto geparkt hatte. Der Sergeant lässt ihn festnehmen. Harold ist darüber empört. Er ist sich sicher, dass Catweazle die Besen in egoistischer Weise für seine magischen Rituale entwendet hat. Die Magie Catweazles kann aber schließlich dann doch noch alles zum Guten wenden.
1. 12. The Wisdom of Solomon
Der Zaubertrank

Mr. Bennett hat eine neue Haushälterin, Mrs. Skinner, eingestellt, die ihren Sohn mitgebracht hat. Die neue Hofbeschäftigte hat einen zweigesichtigen Charakter: in Gegenwart von Mr. Bennet ist sie liebenswürdig, doch Harold und Sam haben zu leiden. Auch ihr genauso gearteter Sohn trägt dazu bei. Catweazle braut einen Zaubertrank um seinem Freund zu helfen – eine Art Wahrheitsserum.
1. 13. The Trickery Lantern
Die Zauberformel

Nachdem Mr. Bennett sich den Fuß verletzt hat und daher im Bett bleibt, hat Harold wenig Zeit für seinen Freund, denn er muss Sam bei der Hofarbeit aushelfen. Glücklicherweise ist Tante Flo gekommen, um ihren Bruder zu pflegen. Sie ist spiritistisch angehaucht und glaubt an Geister. Catweazle nutzt die Gelegenheit, sich auf dem Hof herumzutreiben, ohne von Harold in die Schranken verwiesen zu werden. Er arbeitet verstärkt daran, wieder in seine Zeit zu gelangen, und geht zum See, aus dem er in die Gegenwart gelangte. Aber als Furcht bei ihm aufkommt, erneut Normannen zu begegnen, will er sich vor einer erneuten Zeitreise eine neuzeitliche „Zauberwaffe“ besorgen. Als Tante Flo Catweazle im Haus dabei entdeckt, ist sie fest davon überzeugt, dem Geist eines verstorbenen Jugendfreundes begegnet zu sein. Der Magier versucht vergeblich, auch sie zu hypnotisieren. Beide führen auf skurrile Weise ein kurzes Gespräch, welches im Grunde nur aus Missverständnissen besteht, aber Catweazle fasst dabei neuen Mut für eine Rückreise in seine angestammte Zeit.

### Zweite Staffel
1. The Magic Riddle
Ein neuer Freund
2. Duck Halt
Sommerfreuden
3. The Heavenly Twins
Das Geburtstagsfest
4. The Sign of the Crab
Im Zeichen des Krebses
5. The Black Wheels
Schwarze Scheiben
6. The Wogle Stone
Hier wird nicht gebaut
7. The Enchanted King
Der Zauberkasten
8. The Familiar Spirit
Kühlwalda
9. The Ghost Hunters
Gespenstergeschichten
10. The Walking Trees
Der Stein der Weisen
11. The Battle of the Giants
Mein Kürbis ist der Größte!
12. The Magic Circle
Schatzsuche
13. The Thirteenth Sign
Der Schatz der Collingfords

## Synchronisation
- Catweazle: Hans Hessling
- Mr. Bennet: Helmo Kindermann
- Harold Bennet: Steffen Müller
- Sam Woodyard: Peter Kirchberger
- Cedric Collingford: Friedrich Hey
- Lord Collingford: Werner Bruhns
- Lady Collingford: Renate Pichler
- Mr. Groome: Wolfgang Völz
- Ms. Gowdie: Jo Wegener

## Neuverfilmung
Mit dem Ableben von Catweazle-Darsteller Geoffrey Bayldon im Jahr 2017 kam die Figur wieder in Erinnerung. Im September 2019 wurde bekannt, dass es eine deutsche Neuverfilmung von Catweazle geben wird. Gespielt wird Catweazle von dem Komiker Otto Waalkes. Der von Tobis produzierte Film sollte ursprünglich zu Weihnachten 2020 in den Kinos anlaufen. Regie führt Sven Unterwaldt, das Drehbuch schrieb Claudius Pläging. Der Filmstart in Deutschland wurde später auf den 11. März bzw. zuletzt auf den 1. Juli 2021 verschoben.